# Comuna Sivka-Voinîlivska, Kaluș
Sivka-Voinîlivska (în ucraineană Сівка-Войнилівська) este o comună în raionul Kaluș, regiunea Ivano-Frankivsk, Ucraina, formată din satele Dovjka, Moșkivți și Sivka-Voinîlivska (reședința).

## Demografie
Componența lingvistică a comunei Sivka-Voinîlivska
     Ucraineană (98,89%)
     Rusă (1,03%)
Conform recensământului din 2001, majoritatea populației comunei Sivka-Voinîlivska era vorbitoare de ucraineană (98,89%), existând în minoritate și vorbitori de rusă (1,03%).